# Majengo (Nairobi)

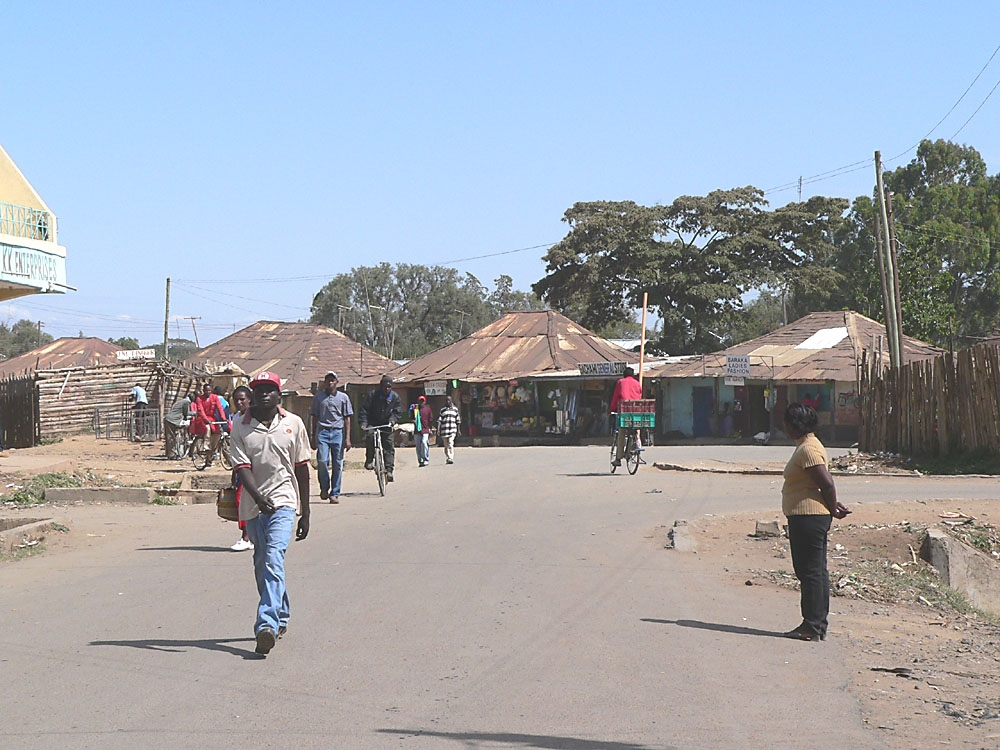
Majengo, Nairobi.

Majengo är ett slumområden i utkanten av Nairobi, Kenya, tillhörande stadsdelen Pumwani.. Majengo är bland annat känt för den prostitution som pågår där.

## Prostitution
Majengo är ett av de mest kända prostitutionsområdena i Nairobi. 